# Rio Băcin
O Rio Băcin é um rio da Romênia afluente do rio Beregsău, localizado no distrito de Timiş.